# Mikula Gorup
Mikula (Nikola) Gorup (Lipnik, o. 1713. – Krapina, 5. veljače, 1778.) hrvatski je katolički svećenik, vjerski pisac, autor kajkavske književnosti.
Rođen je kod Ozlja. Bio je kapelan u Zlataru (1738. – 1743.). 1743. – 1747. godine je bio svećenik u Zaboku i Krapini, nakon smrti Štefana Fučeka. Pod Gorupovim vodstvom je 1750. godine na Trškom Vrhu povrh kod Krapine započeta gradnja barokne crkve Majke Božje Jeruzalemske. U ovoj crkvi je pohranjen kipić Majke Božje Škapularske, koji je devocionalni spomen-dar 1669. donijet iz Jeruzalema, iz Palestine u Krapinu.
Gorup je autor djela Zerczalo Marianszko kipa jerusalemszkoga vu Krapine pod Bratovschinum sz. Skapulara podignyena (1768.) u kojemu govori o Karmelićanskom redu i Bratovštini sv. škapulara te prilaže nekoliko marijanskih popijevka, uz povijesni prikaz crkve i povijesno-legendarni opis podrijetla i štovanja kipa.

## Vanjske povezanice
- GORUP, Nikola (Hrvatski biografski leksikon)